# Manuel Arce y Ochotorena
Manuel Arce y Ochotorena (Ororbia, Navarra, 18 de agosto de 1879-Tarragona, 16 de septiembre de 1948) fue un arzobispo y cardenal español. Ocupó los cargos de obispo de Zamora (1929-1938), obispo de Oviedo (1938-1944) y arzobispo de Tarragona (1944-1948).  

## Biografía

### Primeros años y formación
Nació en Ororbia y estudió en los seminarios de Pamplona y Zaragoza, en cuyo Seminario Pontificio obtuvo el doctorado en Sagrada Teología. Entonces es enviado a Roma para continuar sus estudios. Obtuvo el doctorado en Filosofía por la Pontificia Academia de Santo Tomás de Aquino y el doctorado en Derecho canónico en la Pontificia Universidad Gregoriana, universidad en la que también realizó estudios de Sagrada Escritura y de Lenguas orientales.  El 17 de julio de 1904 es ordenado sacerdote.

### Vida sacerdotal y docente
Fue profesor en el Seminario Conciliar de Pamplona desde 1905 hasta 1923. Primero enseñó latín y asignaturas relacionadas con las humanidades, después liturgia y filosofía y, por último, derecho canónico.
En 1914 obtuvo, por oposición, el cargo de canónigo doctoral de la catedral de Pamplona.

### Episcopado
El 5 de febrero de 1929 es nombrado Obispo de Zamora por el papa Pío XI, siendo ordenado como tal el 16 de junio de 1929 por el arzobispo Federico Tedeschini con Tomás Muñiz Pablos y Mateo Múgica y Urrestarazu en la catedral de Santa María la Real de Pamplona.
El 22 de enero de 1938 fue ordenado obispo de Oviedo, cargo que ostentaría hasta su nombramiento como arzobispo de Tarragona el 29 de marzo de 1944. 

### Cardenalato
El 18 de febrero de 1946 fue creado cardenal por el papa Pío XI como titular de Ss. Vitale, Valeria, Gervasio e Protasio.
Falleció el 16 de septiembre de 1948 en Tarragona, siendo enterrado en la Catedral de Tarragona.

## Obras

### Cartas pastorales:
- Consideraciones sobre la guerra (Zamora, 1937).
- La caridad cristiana (Oviedo, Imprenta La Cruz, 1938).

## Sucesión
| Predecesor: Antonio Álvaro y Ballano    | Obispo de Zamora 1929-1938       | Sucesor: Jaime Font y Andreu         |
| Predecesor: Justo de Echeguren y Aldama | Obispo de Oviedo 1938-1948       | Sucesor: Benjamín de Arriba y Castro |
| Predecesor: Francisco Vidal y Barraquer | Arzobispo de Tarragona 1944-1948 | Sucesor: Benjamín de Arriba y Castro |

- Datos: Q918423
- Multimedia: Manuel Arce y Ochotorena / Q918423